# Hugh Haggerty
Pour les articles homonymes, voir Haggerty.
Hugh Haggerty est un boxeur américain né le 1er janvier 1905 à Pittsburgh en Pennsylvanie et décédé le 5 août 1941 à Pittsburgh en Pennsylvanie,.

## Carrière
Il remporte deux victoires par KO lors des Jeux olympiques de 1924 à Paris, mais s'incline en quart de finale face au canadien Douglas Lewis qui remporte la médaille de bronze.
Après les Jeux Olympiques, il retourne à Pittsuburgh où il marque l'histoire de la boxe locales avec ses frères, Harry et Johnny, durant les années 1920 et 1930.

## Palmarès

### Jeux olympiques
- 4e position aux Jeux olympiques de 1924 à Paris[3] (poids welters)

## Référence
- (en) Cet article est partiellement ou en totalité issu de l’article de Wikipédia en anglais intitulé « Hugh Haggerty » (voir la liste des auteurs).

1. ↑  Hugh Robert Haggerty sur olympedia.org
2. ↑  (en) « Hugh Haggerty Olympic Results » [archive du 17 avril 2020] (consulté le 6 novembre 2018)
3. ↑  (en) Résultats des Jeux olympiques 1924 (amateur-boxing.strefa.pl)